# Nikoła Bakyrdżiew
Nikoła Petkow Bakyrdżiew (bułg. Никола Петков Бакърджиев; ur. 26 września 1881 w Tyrnowie, zm. 21 marca 1954 w Sofii) – bułgarski wojskowy, generał piechoty, szef sztabu armii bułgarskiej, minister wojny Carstwa Bułgarii (1929–1931).

## Życiorys
W latach 1897–1901 kształcił się w szkole wojskowej w Sofii, uzyskując awans na stopień podporucznika artylerii. Po studiach służył w Szumenie. Naukę kontynuował w latach 1903–1907 w Akademii Wojskowej w Turynie. W czasie studiów odbył staż w 63 pułku piechoty, a także w pułku kawalerii stacjonującym w Mediolanie. Po powrocie do kraju prowadził zajęcia z taktyki ogólnej w szkole wojskowej w Sofii.
W czasie wojen bałkańskich zajmował stanowisko zastępcy szefa sztabu armii i uczestniczył w demarkacji granicy bułgarsko-tureckiej. W czasie I wojny światowej dowodził batalionem w 1 sofijskim pułku piechoty i brał udział w bitwie pod Turtucaią, a następnie w kampanii na terenie Dobrudży. Po zakończeniu wojny awansował na stopień pułkownika, wykładał w szkole wojskowej w Sofii i jednocześnie kierował sekcją historyczno-wojskową sztabu generalnego. W latach 1926–1929 i 1931–1934 pełnił funkcję szefa sztabu armii bułgarskiej. W 1929 objął stanowisko ministra wojny w gabinecie Andreja Lapczewa. Podał się do dymisji w 1931. W 1934 otrzymał awans na stopień generała piechoty i pracował w komisji historyczno-wojskowej sztabu generalnego. W 1943 odmówił objęcia funkcji ministra wojny w rządzie Iwana Bagrianowa. Zmarł w 1954 w Sofii.
Był żonaty, miał syna Michaiła.

## Awanse
- podporucznik (Подпоручик) (1901)
- porucznik (Поручик) (1904)
- kapitan (капитан) (1905)
- major (Майор) (1913)
- podpułkownik (Подполковник) (1917)
- pułkownik (Полковник) (1919)
- generał major (Генерал-майор) (1926)
- generał porucznik (Генерал-лейтенант) (1930)
- generał piechoty (Генерал от пехотата) (1934)

## Odznaczenia
- Order Waleczności 4. st. I i II klasy
- Order Świętego Aleksandra III st. i V st.
- Order Zasługi Wojskowej 1 st. i 2 st.
- Krzyż Żelazny 1 kl. i 2 kl. (Niemcy)
- Order Żelaznego Półksiężyca (Turcja)